# Голяма художествена награда на провинция Залцбург
„Голямата художествена награда на провинция Залцбург“ (на немски: Großer Kunstpreis des Landes Salzburg) е учредена през 2001 г. и се присъжда с редуване в областите музика, литература и изобразително изкуство.
Отличието се дели на основна награда и номинации.
Наградата е в размер на 15 000 €.

## Носители на наградата за литература
- Герхард Амансхаузер (2003)
- Валтер Капахер (2006)
- Карл-Маркус Гаус (2009)
- Петер Хандке (2012)
- Илзе Айхингер (2015)